# Августо Бенедіко
Августо Бенедіко (ісп. Augusto Benedico, при народженні Августо Перес Ліас, ісп. Augusto Pérez Lías; 20 грудня 1909, Аліканте, Іспанія — 19 січня 1992, Мехіко) — мексиканський актор театру, кіно та телебачення.

## Життєпис
Народився 20 грудня 1909 року в місті Аліканте, провінція Валенсія, в Іспанії. У 1936 році отримав диплом юриста в Барселоні, де під час навчання брав участь у студентському театрі. У лютому 1939 року через Громадянську війну в Іспанії опинився у Франції, де потрапив до концентраційного табору. Через п'ять місяців він на борту судна «Mexique» прибув до порту Веракрус, Мексика, у статусі біженця, а через рік натуралізувався. Працював асистентом у фармацевтичній лабораторії. У 1948 році отримав запрошення від іспанського театрального діяча Кіпріано Ріваса Шеріфа, також біженця, виконати одну з ролей у постановці п'єси «Небезпечний поворот» Дж.Б. Прістлі, і скоро вирішив повністю присвятити себе акторській діяльності. Тоді ж відбувся його дебют у кіно, а на початку 1960-х років почав зніматися й на телебаченні.
У 1962 році зіграв доктора Конде у фільмі «Ангел-винищувач» Луїса Бунюеля. У 1969 році з'явився у фільмі «Великий куб» з Ланою Тернер у головній ролі. У 1971 році знявся у фільмі «Єсенія». У 1979—1980 роках виконував роль дона Альберто Сальватьєрра у теленовелі «Багаті теж плачуть». У 1986 році зіграв Давида у телефільмі «Авесалом» за п'єсою «Волосся Авесалома» Кальдерона де ла Барки. Того ж року був номінований не премію TVyNovelas за найкращу роль у виконанні заслуженого актора за роль падре Беніньйо у серіалі «Прожити ще трохи». У 1989 році зіграв дона Ферміна, шкільного сторожа, у популярному дитячому серіалі «Карусель». Загалом фільмографія актора налічує понад 100 ролей у кіно та на телебаченні. Пробував себе також у якості письменника і сценариста.
Августо Бенедіко помер 19 січня 1992 року в Мехіко у 82-річному віці.

## Вибрана фільмографія
| Рік       |    | Українська назва                 | Оригінальна назва                 | Роль                            |
| --------- | -- | -------------------------------- | --------------------------------- | ------------------------------- |
| 1950      | ф  | Донья Перфекта                   | Doña Perfecta                     | дон Ансельмо                    |
| 1951      | ф  | Кажуть, я комуніст               | Dicen que soy comunista           | дон Федеріко                    |
| 1952      | ф  | Бранець пам'яті                  | Prisionera del recuerdo           | сеньйор Вільяльба               |
| 1954      | ф  | Ляльковий дім                    | Casa de muñecas                   | Агустін Арреола                 |
| 1957      | ф  | Людина-невидимка                 | El hombre que logró ser invisible | Льюїс Голл                      |
| 1959      | ф  | Лихоманка приходить в Ель-Пао    | La fièvre monte à El Pao          | Саенс                           |
| 1959      | ф  | 7 гріхів                         | 7 pecados                         | Едуардо дель Кампо              |
| 1962      | ф  | Санто проти жінок-вампірів       | Santo contra las mujeres vampiro  | професор Орлоф                  |
| 1962      | ф  | Санто проти короля злочинності   | Santo contra el rey de crimen     | Матіас                          |
| 1962      | ф  | Санто проти диявольського розуму | Santo contra el cerebro diabólico | помічник Санто                  |
| 1962      | ф  | Ангел-винищувач                  | El ángel exterminator             | доктор Карлос Конде             |
| 1963      | ф  | Санто у готелі смерті            | Santo enbel hotel de la muerte    | мажордом Санто                  |
| 1964      | ф  | Любов і секс (Сафо '63)          | Amor y sexo (Safo '63)            | Карлос                          |
| 1967      | ф  | Педро Парамо                     | Pedro Páramo                      | падре Рентерія                  |
| 1968      | ф  | Ворота і дружина м'ясника        | La puerta y mujer del carnicero   | батько Рауля                    |
| 1969      | ф  | Великий куб                      | The Big Cube                      | доктор Лоренц                   |
| 1969      | ф  | Останній стрілець                | El último pistolero               | Вільям Гейнор                   |
| 1970      | с  | Єсенія                           | Yesenia                           | дон Хуліо                       |
| 1971      | ф  | Небо і ви                        | El cielo y tú                     | монсеньйор                      |
| 1971      | ф  | Єсенія                           | Yesenia                           | дон Хуліо                       |
| 1971      | ф  | Таємниця сповіді                 | Secreto de confesión              | Ігнасіо                         |
| 1972      | ф  | Ніхто не кохатиме тебе так, як я | Nadie te querrà como yo           | Анібаль Карраско                |
| 1972      | с  | Карета                           | El carruaje                       | дон Пабло                       |
| 1974      | с  | Лялька                           | Muñeca                            | Алехандро                       |
| 1974—1975 | с  | Зловмисниця                      | Ha llegado una intrusa            | інженер Ернесто Ласкураїн       |
| 1974—1977 | с  | Світ іграшки                     | Mundo de juguete                  | Рафаель Окампо                  |
| 1977—1978 | с  | Весільний марш                   | Marcha nupcial                    | дон Естебан                     |
| 1979—1980 | с  | Багаті теж плачуть               | Los ricos también lloran          | дон Альберто Сальватьєрра       |
| 1984      | с  | Затемнення                       | Eclipse                           | Матео                           |
| 1985—1986 | с  | Прожити ще трохи                 | Vivir un poco                     | падре Беніньйо                  |
| 1986      | тф | Авесалом                         | Absalón                           | Давид                           |
| 1989      | с  | Карусель                         | Carrusel                          | дон Фермін #1                   |
| 1990      | с  | Моя маленька Соледад             | Mi pequeña Soledad                | Антоніо Гарса                   |
| 1992      | с  | Доля                             | Destinos                          | дон Фернандо Кастільйо Сааведра |